# Пеницилл золотистый
Пеници́лл (пеници́ллий) золоти́стый (лат. Penicíllium chrysógenum) — вид несовершенных грибов (телеоморфная стадия неизвестна), относящийся к роду Пеницилл (Penicillium).
Один из наиболее распространённых видов рода. Продуцент пенициллина.
Определяется по быстро растущим сине-зеленоватым колониям с золотисто-жёлтым экссудатом, золотисто-жёлтому реверсу колоний и золотисто-жёлтому же продуцируемому растворимому пигменту.

## Описание
Колонии на агаре Чапека быстрорастущие, бархатистые, реже пучковатые, с белым мицелием. Спороношение среднее до обильного, сине-зелёное до тёмно-зелёного. Капли экссудата иногда довольно обильные, золотисто-жёлтые. Водорастворимый пигмент, выделяемый в среду, и реверс колоний также золотисто-жёлтые. Запах обычно имеется, фруктовый.
Колонии на агаре с экстрактом солода быстрорастущие, часто без экссудата.
Конидиеносцы в основном трёхъярусные, также нередко двух- и четырёхъярусные, тонкие, гладкостенные, 200—500 мкм длиной. Метулы цилиндрические, гладкостенные, расходящиеся, реже в сжатых пучках, 8—12×2—2,5 мкм. Фиалиды в сжатых пучках по 4—6, цилиндрически-фляговидные, 7—10×2—2,5 мкм. Конидии эллиптические до почти шаровидных, затем шаровидные, гладкостенные (в электронном сканирующем микроскопе мелкобугорчатые), 2,5—3,5 мкм в диаметре.

### Близкие виды
Морфологически от пеницилла золотистого практически неотличим Penicillium rubens Biourge. Отличается физиологически: пеницилл золотистый синтезирует секалоновые кислоты D и F и (или) вещество, близкое лумпидину. Penicillium rubens этих веществ не синтезирует.
Penicillium flavigenum отличается несколько более мелкими и более вытянутыми конидиями, меньшей скоростью роста на CYAS и насыщенно-жёлтым реверсом на YES (у Penicillium chrysogenum реверс лимонно-жёлтый).

## Экология
Весьма распространённый гриб, встречающийся в самых разнообразных местах по всему миру.
Один из наиболее ксерофильных видов рода: конидии начинают прорастать при aw = 0,78.
Продуцент рокфортинов C и D, пенициллинов F и G, мелеагрина, хризогина.

## Синонимы
- Penicillium brunneorubrum Dierckx, 1901, nom. rej.
- Penicillium chlorophaeum Biourge, 1923
- Penicillium citreoroseum Dierckx, 1901, nom. rej.
- Penicillium cyaneofulvum Biourge, 1923
- Penicillium griseoroseum Dierckx, 1901, nom. rej.
- Penicillium harmonense Baghd., 1968
- Penicillium notatum Westling, 1911
- Penicillium roseocitreum Biourge, 1923